# オールスターオートレース
オールスターオートレースとは、オートレースのSG競走の1つである。毎年4月末〜5月初旬に行われ、この開催に出場する選手は、主にファン投票により選ばれる。
現在の優勝賞金は、1,420万円。

## 歴史
第1回大会は、1965年に飯塚オートレース場で開催され、翌1966年に船橋オートレース場で開催された第2回大会まではダートで行われた。1969年に川口オートレース場で開催された第3回大会以降は舗装路で行われている。第3回大会以降、諸般の事情（後述）で開催を自粛していたが、1985年に飯塚オートレース場で開催された第4回大会で復活を果たした。
2011年の第30回大会は、4月27日から5月1日の予定だったが、東日本大震災の影響で5月18日から22日に順延となった。
2018年の第37回大会より、公営競技総合サービスサイト「オッズパーク」の協賛（過去、第31回大会でも協賛）により、『オッズパーク杯 オールスター・オートレース』の名称で行われている。過去には、「福岡ソフトバンクホークス」、「楽天」、「Gamboo（ギャンブー）」が協賛していた。
2020年の第39回大会は、新型コロナウイルス感染拡大防止の観点からオートレースのSGでは史上初の無観客開催として行われた。また、当初予定していた昼間開催からオールスターオートレースでは史上初のナイター開催に変更された。変更理由は、無観客のためナイター開催の方が売り上げ増が見込めるとJKAが判断したため。SGが当初の昼間開催からナイター開催に変更になったのは、2011年に伊勢崎オートレース場で行われたオートレースグランプリ以来である。
2022年の第41回大会（4月26日～5月1日、川口オートレース場）では、オートレースでは初となる6日制で開催された。

## 出場選手選抜方法
出場選手は、以下の優先順位に従い96名が選抜される。
1. 前回優勝者
2. ファン得票総数上位80名（投票対象は、S級及びA級選手）
3. 主催施行者の推薦枠15名（各地区3名）

## 勝ち上がり

### 5日間開催
※ 出典：オートレースオフィシャルサイト「オールスターオートレース 勝ち上がり」
| 初日                                                                   | 2日目                                                    | 3日目                                                                            | 4日目                                             | 最終日        |
| ---------------------------------------------------------------------- | -------------------------------------------------------- | -------------------------------------------------------------------------------- | ------------------------------------------------- | ------------- |
| 予選（1R～11R） スターセレクション（12R）※ ※前回優勝者とファン投票上位 | 予選（1R～12R）予選2日間平均競争得点上位64名が準々決勝へ | 準々決勝戦（5R～12R）各レース1着8名と 1着を除く3日間平均得点上位24名が準決勝戦へ | 準決勝戦（9R～12R）各レース上位2着の8名が優勝戦へ | 優勝戦（12R） |

| -      | 1位 | 2位 | 3位 | 4位 | 5位 | 6位 | 7位 | 8位 |
| ------ | --- | --- | --- | --- | --- | --- | --- | --- |
| 着     | 8   | 6   | 5   | 4   | 3   | 2   | 1   | 0   |
| タイム | 8   | 6   | 5   | 4   | 3   | 2   | 1   | 0   |

| -      | 1位 | 2位 | 3位 | 4位 | 5位 | 6位 | 7位 | 8位 |
| ------ | --- | --- | --- | --- | --- | --- | --- | --- |
| 着     | 10  | 9   | 8   | 6   | 6   | 6   | 6   | 6   |
| タイム | 10  | 9   | 8   | 6   | 6   | 6   | 6   | 6   |

※競走戒告及び試走戒告の判定を受けた場合、得点から1回につき3点を減点する

※走法注意の判定を受けた場合、得点から1回につき1点を減点する

### 6日間開催
※ 出典：オートレースオフィシャルサイト「オールスターオートレース 勝ち上がり」
| 初日                                                                       | 2日目               | 3日目                                                | 4日目                                                | 5日目                                             | 最終日        |
| -------------------------------------------------------------------------- | ------------------- | ---------------------------------------------------- | ---------------------------------------------------- | ------------------------------------------------- | ------------- |
| 一次予選（1R～11R） スターセレクション（12R）※ ※前回優勝者とファン投票上位 | 二次予選（1R～12R） | 三次予選（1R～12R）3日間平均得点上位64名が最終予選へ | 最終予選（5R～12R）4日間平均得点上位32名が準決勝戦へ | 準決勝戦（9R～12R）各レース上位2着の8名が優勝戦へ | 優勝戦（12R） |

| -      | 1位 | 2位 | 3位 | 4位 | 5位 | 6位 | 7位 | 8位 |
| ------ | --- | --- | --- | --- | --- | --- | --- | --- |
| 着     | 8   | 6   | 5   | 4   | 3   | 2   | 1   | 0   |
| タイム | 8   | 6   | 5   | 4   | 3   | 2   | 1   | 0   |

| -      | 1位 | 2位 | 3位 | 4位 | 5位 | 6位 | 7位 | 8位 |
| ------ | --- | --- | --- | --- | --- | --- | --- | --- |
| 着     | 10  | 9   | 8   | 6   | 6   | 6   | 6   | 6   |
| タイム | 10  | 9   | 8   | 6   | 6   | 6   | 6   | 6   |

※競走戒告及び試走戒告の判定を受けた場合、得点から1回につき3点を減点する

※走法注意の判定を受けた場合、得点から1回につき1点を減点する

## 過去の優勝者
| 回 | 開催日        | 開催場               | 優勝者        | 年齢 | 競走タイム | 競走車呼名     | 競走車車名     | 走路形態   | 距離  |
| -- | ------------- | -------------------- | ------------- | ---- | ---------- | -------------- | -------------- | ---------- | ----- |
| 1  | 1965年5月25日 | 飯塚オートレース場   | 末安喜三郎    | 29   | 4.12       | ホマレオー     | キョクトー     | ダート600m | 7950m |
| 2  | 1966年4月13日 | 船橋オートレース場   | 稲垣国光      | 46   | 3.91       | イナビカリ66   | トライアンフ   | ダート800m | 8200m |
| 3  | 1969年5月6日  | 川口オートレース場   | 広瀬登喜夫    | 28   | 3.51       | ファンタム     | トライアンフ   | 舗装500m   | 5100m |
| 4  | 1985年4月29日 | 飯塚オートレース場   | 飯塚将光      | 35   | 3.447      | ホージョウ     | トライアンフ   | 舗装500m   | 5100m |
| 5  | 1986年6月11日 | 浜松オートレース場   | 阿部光雄      | 37   | 3.459      | シビア         | メグロ(二気筒) | 舗装500m   | 5100m |
| 6  | 1987年4月29日 | 山陽オートレース場   | 進藤敏彦      | 34   | 3.436      | チャンピオン   | メグロ(二気筒) | 舗装500m   | 5100m |
| 7  | 1988年5月1日  | 伊勢崎オートレース場 | 篠崎実        | 39   | 3.433      | エリーケイ     | メグロ(二気筒) | 舗装500m   | 5100m |
| 8  | 1989年5月31日 | 船橋オートレース場   | 飯塚将光(2)   | 39   | 3.420      | ウィンザー     | フジ           | 舗装500m   | 5100m |
| 9  | 1990年7月31日 | 川口オートレース場   | 鈴木辰己      | 37   | 3.412      | ゲイリー       | フジ           | 舗装500m   | 5100m |
| 10 | 1991年4月29日 | 飯塚オートレース場   | 小林啓二      | 40   | 3.727      | シンプソン     | フジ           | 舗装500m   | 5100m |
| 11 | 1992年5月27日 | 山陽オートレース場   | 福田茂        | 42   | 3.378      | ユートピア     | フジ           | 舗装500m   | 5100m |
| 12 | 1993年4月29日 | 伊勢崎オートレース場 | 岩田行雄      | 36   | 3.629      | ミステリアス   | フジ           | 舗装500m   | 5100m |
| 13 | 1994年4月29日 | 船橋オートレース場   | 島田信廣      | 44   | 3.382      | ウォリアーズ   | セア           | 舗装500m   | 5100m |
| 14 | 1995年5月24日 | 川口オートレース場   | 片平巧        | 29   | 3.395      | Jキブロワイト  | セア           | 舗装500m   | 5100m |
| 15 | 1996年6月12日 | 浜松オートレース場   | 片平巧(2)     | 30   | 3.353      | ファンターズマ | セア           | 舗装500m   | 5100m |
| 16 | 1997年5月21日 | 飯塚オートレース場   | 高橋貢        | 25   | 3.389      | ウルフ         | セア           | 舗装500m   | 5100m |
| 17 | 1998年4月29日 | 山陽オートレース場   | 高橋貢(2)     | 26   | 3.370      | ウルフ         | セア           | 舗装500m   | 5100m |
| 18 | 1999年4月21日 | 伊勢崎オートレース場 | 高橋貢(3)     | 27   | 3.374      | ウルフ         | セア           | 舗装500m   | 5100m |
| 19 | 2000年5月31日 | 船橋オートレース場   | 池田政和      | 27   | 3.659      | デルエンナビ   | セア           | 舗装500m   | 5100m |
| 20 | 2001年5月31日 | 川口オートレース場   | 濱野淳        | 25   | 3.333      | セオス         | セア           | 舗装500m   | 5100m |
| 21 | 2002年5月22日 | 浜松オートレース場   | 伊藤信夫      | 29   | 3.348      | テトム         | セア           | 舗装500m   | 5100m |
| 22 | 2003年5月21日 | 飯塚オートレース場   | 久門徹        | 27   | 3.342      | ロロノア・ゾロ | セア           | 舗装500m   | 5100m |
| 23 | 2004年4月29日 | 山陽オートレース場   | 浦田信輔      | 30   | 3.404      | パンジャGT     | セア           | 舗装500m   | 5100m |
| 24 | 2005年5月1日  | 伊勢崎オートレース場 | 久門徹(2)     | 29   | 3.382      | キテツ         | セア           | 舗装500m   | 5100m |
| 25 | 2006年4月30日 | 船橋オートレース場   | 浦田信輔(2)   | 32   | 3.386      | パンジャA      | セア           | 舗装500m   | 5100m |
| 26 | 2007年4月30日 | 川口オートレース場   | 荒尾聡        | 26   | 3.365      | デフジャム     | セア           | 舗装500m   | 5100m |
| 27 | 2008年4月29日 | 浜松オートレース場   | 有吉辰也      | 32   | 3.365      | タツダンス     | セア           | 舗装500m   | 5100m |
| 28 | 2009年4月29日 | 飯塚オートレース場   | 永井大介      | 32   | 3.375      | ダビド・ビジャ | セア           | 舗装500m   | 5100m |
| 29 | 2010年4月29日 | 山陽オートレース場   | 高橋貢(4)     | 38   | 3.382      | Fウルフ        | セア           | 舗装500m   | 5100m |
| 30 | 2011年5月22日 | 川口オートレース場   | 高橋貢(5)     | 39   | 3.782      | サイバーウルフ | セア           | 舗装500m   | 5100m |
| 31 | 2012年4月30日 | 伊勢崎オートレース場 | 永井大介(2)   | 35   | 3.383      | ビズビム       | セア           | 舗装500m   | 5100m |
| 32 | 2013年4月29日 | 飯塚オートレース場   | 永井大介(3)   | 36   | 3.386      | ビズビム       | セア           | 舗装500m   | 5100m |
| 33 | 2014年4月29日 | 川口オートレース場   | 中村雅人      | 33   | 3.392      | Kモンソン      | セア           | 舗装500m   | 5100m |
| 34 | 2015年4月29日 | 浜松オートレース場   | 浦田信輔(3)   | 41   | 3.388      | パンジャA      | セア           | 舗装500m   | 5100m |
| 35 | 2016年5月1日  | 飯塚オートレース場   | 青山周平      | 32   | 3.388      | ハルク・73     | セア           | 舗装500m   | 5100m |
| 36 | 2017年5月3日  | 川口オートレース場   | 鈴木圭一郎    | 22   | 3.378      | カルマ3K       | セア           | 舗装500m   | 5100m |
| 37 | 2018年4月30日 | 飯塚オートレース場   | 佐藤貴也      | 33   | 3.418      | スケートラブ   | セア           | 舗装500m   | 5100m |
| 38 | 2019年5月1日  | 浜松オートレース場   | 荒尾聡(2)     | 38   | 3.724      | デフジャムAK   | セア           | 舗装500m   | 5100m |
| 39 | 2020年4月29日 | 飯塚オートレース場   | 荒尾聡(3)     | 39   | 3.351      | デフジャムAK   | セア           | 舗装500m   | 5100m |
| 40 | 2021年4月29日 | 川口オートレース場   | 鈴木圭一郎(2) | 27   | 3.861      | カルマ3K       | セア           | 舗装500m   | 5100m |
| 41 | 2022年5月1日  | 川口オートレース場   | 鈴木圭一郎(3) | 27   | 3.810      | カルマS5K      | セア           | 舗装500m   | 5100m |
| 42 | 2023年4月30日 | 飯塚オートレース場   | 鈴木圭一郎(4) | 28   | 3.358      | カルマS5K      | セア           | 舗装500m   | 5100m |
| 43 | 2024年4月29日 | 飯塚オートレース場   | 青山周平(2)   | 39   | 3.361      | ハルク・73     | セア           | 舗装500m   | 5100m |
| 44 | 2025年4月29日 | 川口オートレース場   | 佐藤励        | 25   | 3.371      | シロウWV・S    | セア           | 舗装500m   | 5100m |

## エピソード
- 第3回の優勝戦にて、人気の中心だった高沢健治が他選手よりも1周以上遅れてゴールしたことが原因となり、ファン約150名ほどが暴動を起こし、現金などを強奪。挙句には川口オートレース場のスタンドなどの施設に放火する事件が発生した。この騒擾事件を重くみて、暫くの間、当大会の開催を自粛することになった。
- 第13回大会の優勝戦にて、1着入線の田代祐一が1周回1〜2コーナーで4番の片平巧に内側から接触・押圧して失格となったため、2着入線の島田信廣が繰上げで優勝したが、島田はこの優勝をもって、史上初のグランドスラマー（当時・現在は未公認記録）となった。もしも田代が到達順位通りに優勝を決めていれば、田代が最初のグランドスラマーとして名を刻まれていた。
- 第34回大会最終日（2015年4月29日）の第3レースにて、安藤定実が勝利しオートレースのSG最年長勝利記録を更新した（当時70歳337日）[10]。
- 第39回大会初日（2020年4月25日）の第12レース「スターセレクション」にて、1回目の発走で佐藤摩弥に対しフライングの告知灯が灯ったが発走合図機に不具合があった事がわかり、一旦、選手を控え室に戻し15分ほど発走合図機が正常に作動されるかどうか確認。しかし、機器は直らず、20時51分、最終的に発走合図機不具合のためレースは不成立となった。第12レースは全ての車券が返還された。佐藤のフライングは無効となり2日目以降も賞典出場の権利は残った[11][12][13]。
- 新型コロナウイルス感染拡大防止の観点からSG初の無観客開催、ナイター開催に変更された第39回大会の5日間の総売り上げは、有観客で開催された前回大会の16億5817万5200円には及ばなかったものの、目標の9億5000万円を大きく上回る14億1609万4600円となった[14]。
- 長らく、SG最年長初優勝記録は第2回大会優勝者の稲垣国光の46歳だったが、2020年11月3日川口オートレース場で開催された「SG 第52回日本選手権オートレース」において、森且行が46歳でSG初優勝を果たし54年ぶりにSG最年長初優勝記録に並んだ。
- 2021年4月25日から4月29日まで川口オートレース場で開催された第40回大会では、まん延防止等重点措置等に基づく埼玉県からの協力要請を踏まえ、各日先着で上限5,000人の入場制限を実施[15]。開催最終日（4月29日）に入場制限の上限に達した[16]。
- 第40回大会2日目（2021年4月26日）の第3レースにて、篠崎実が勝利しオートレースのSG最年長勝利記録を更新した（当時72歳60日）[17]。2日後の開催4日目（4月28日）の第4レースでも勝利し、SG最年長勝利記録記録をわずか2日で更新した（当時72歳62日）[18]。1節間で2度のSG最年長勝利記録更新は史上初[18]。
- 第40回大会4日目（2021年4月28日）の第9レース準決勝戦に出場した佐藤摩弥、第10レース準決勝戦に出場した岡谷美由紀がそれぞれ1着入線し優勝戦進出を果たした。佐藤のSG優勝戦進出は4年連続5回目、岡谷は女子選手史上2人目で自身初のSG優勝戦進出。また、女子選手2人が同時にSG優勝戦進出するのはオートレース史上初の快挙である[19]。
- 第41回大会4日目（2022年4月29日）の第6レース準々決勝戦にて、篠崎実が勝利し自身が持つSG最年長勝利記録更新を更新した（73歳63日）[20]。
- オートレース業界初のSG6日間開催で行われた第41回大会の総売り上げは、21億1423万3400円で目標の22億円にはわずかに届かなかった[21]。また、第41回大会の優勝賞金がこれまでの1,300万円から1,420万円に引き上げられた[22]。